# 正覚寺 (北杜市須玉町若神子)
正覚寺（しょうかくじ）は、山梨県北杜市須玉町若神子（）にある曹洞宗の寺院。甲斐百八霊場の70番。

## 歴史
1127年（大治2年）、甲斐源氏の実質的な祖である源義清の開基である。父の義光の菩提を弔うために創建した。現在も義光・義清父子の位牌を安置し、供養塔も立っている。
元々は同市高根町に位置していたが、1430年（永享2年）に雲鷹玄俊によって中興され、現在地に移転した。雲鷹玄俊は曹洞宗の僧侶であり、このときに曹洞宗に転宗した。その際、積水寺村（現在の甲府市）の興国寺の末寺となった。巨摩郡を中心に直末、門末を合わせて34寺を持つ大きな寺であった。
『正覚寺記』では1724年（享保9年）以降、甲斐国が徳川幕府の直轄地となり、寺は徳川の一族である田安家の祈願所と定められ特別な保護を受けた。高家の保護によって寺格を高め、かなりの権勢を張ったといわれ、それを裏付けるものとして「御用札」が現存している。歴代住職は毎年正月、江戸城に上る時に、この御用札をかかげて行列を組んだと過去帳に書かれている。

## 境内
山門
山門の楼上には十六羅漢が左右に並び、それらの像の前に100体を超える五百羅漢が並んでいる。
本堂
義光・義清父子の位牌がある。
鐘楼

経蔵

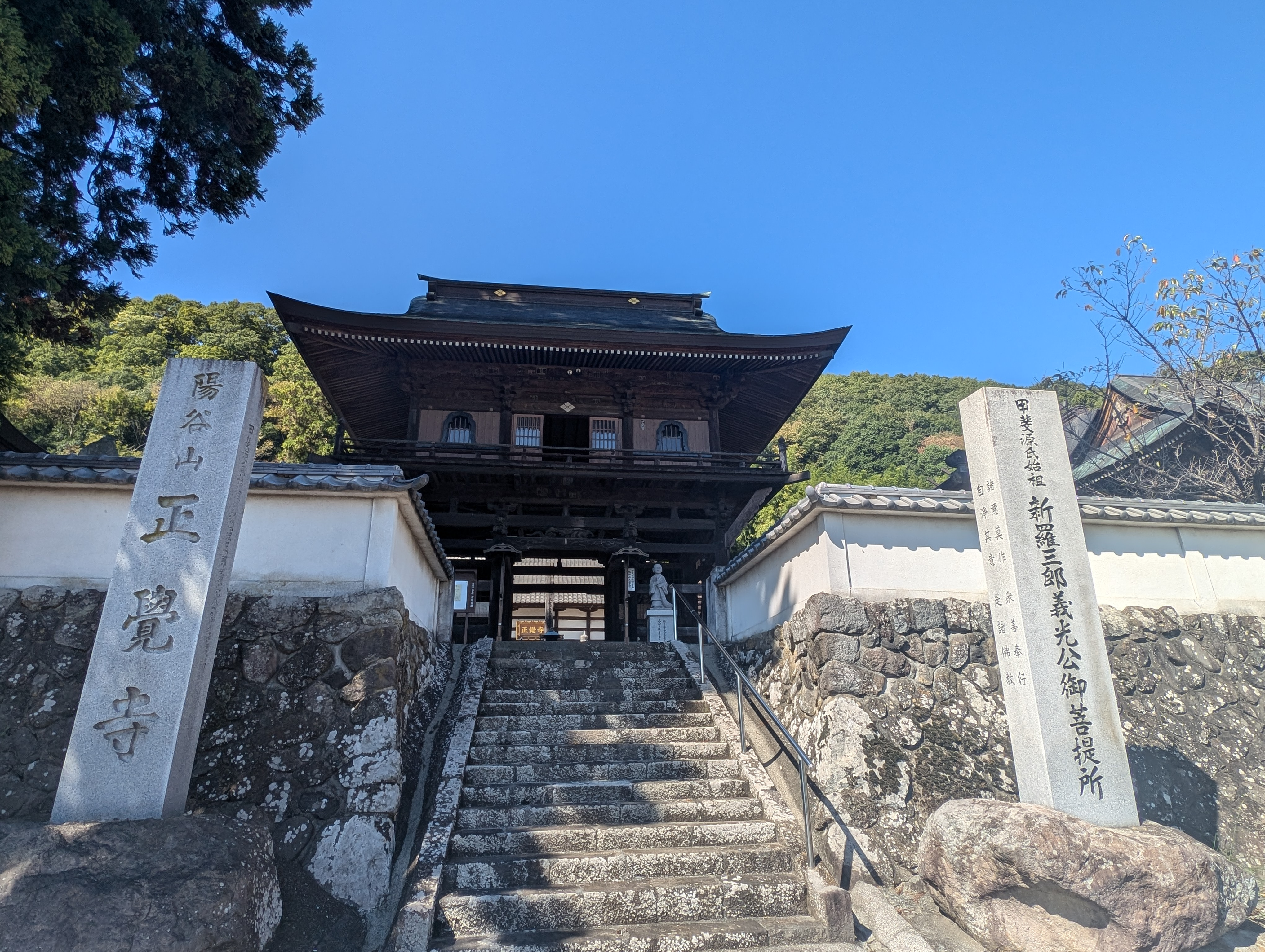
山門
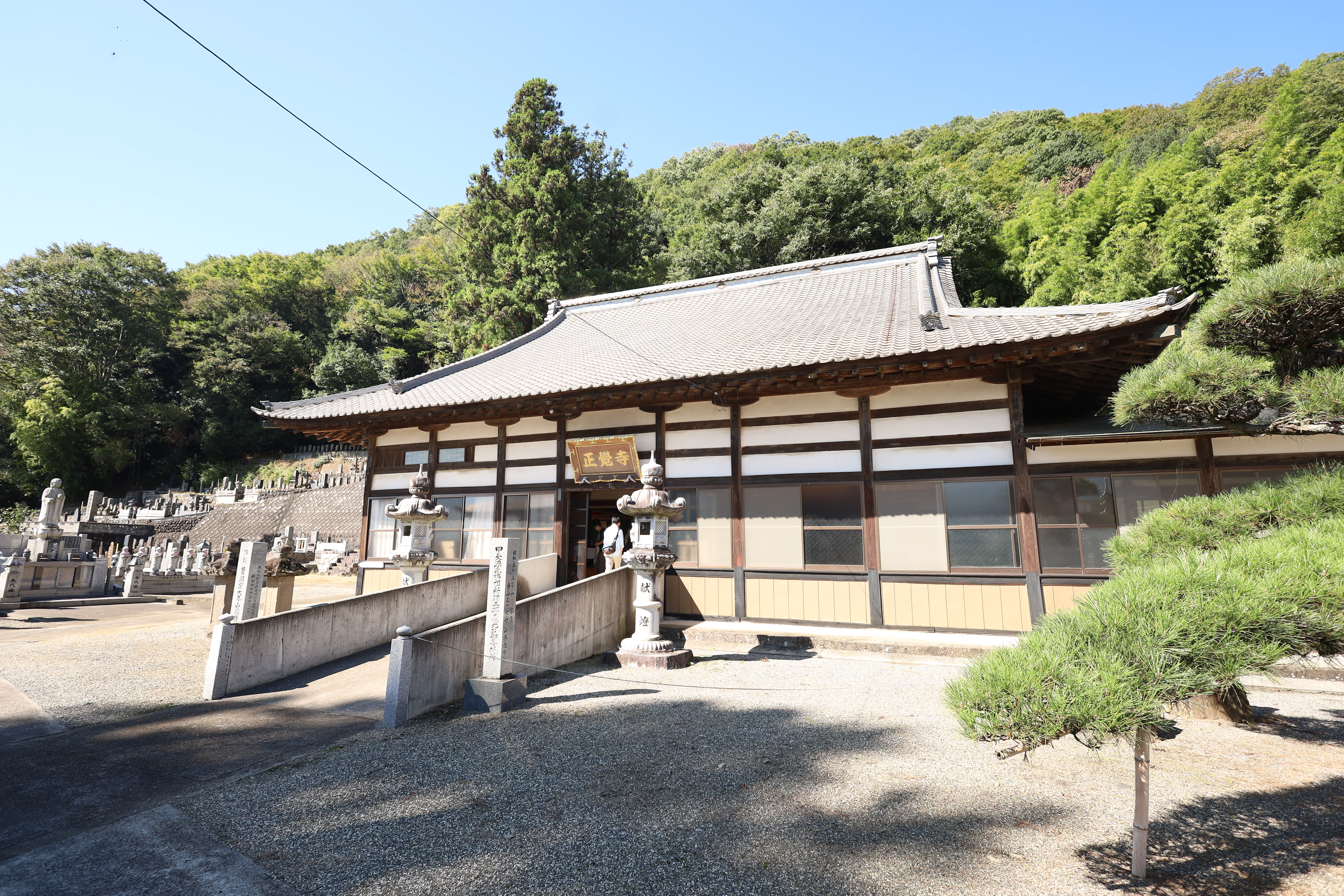
本堂
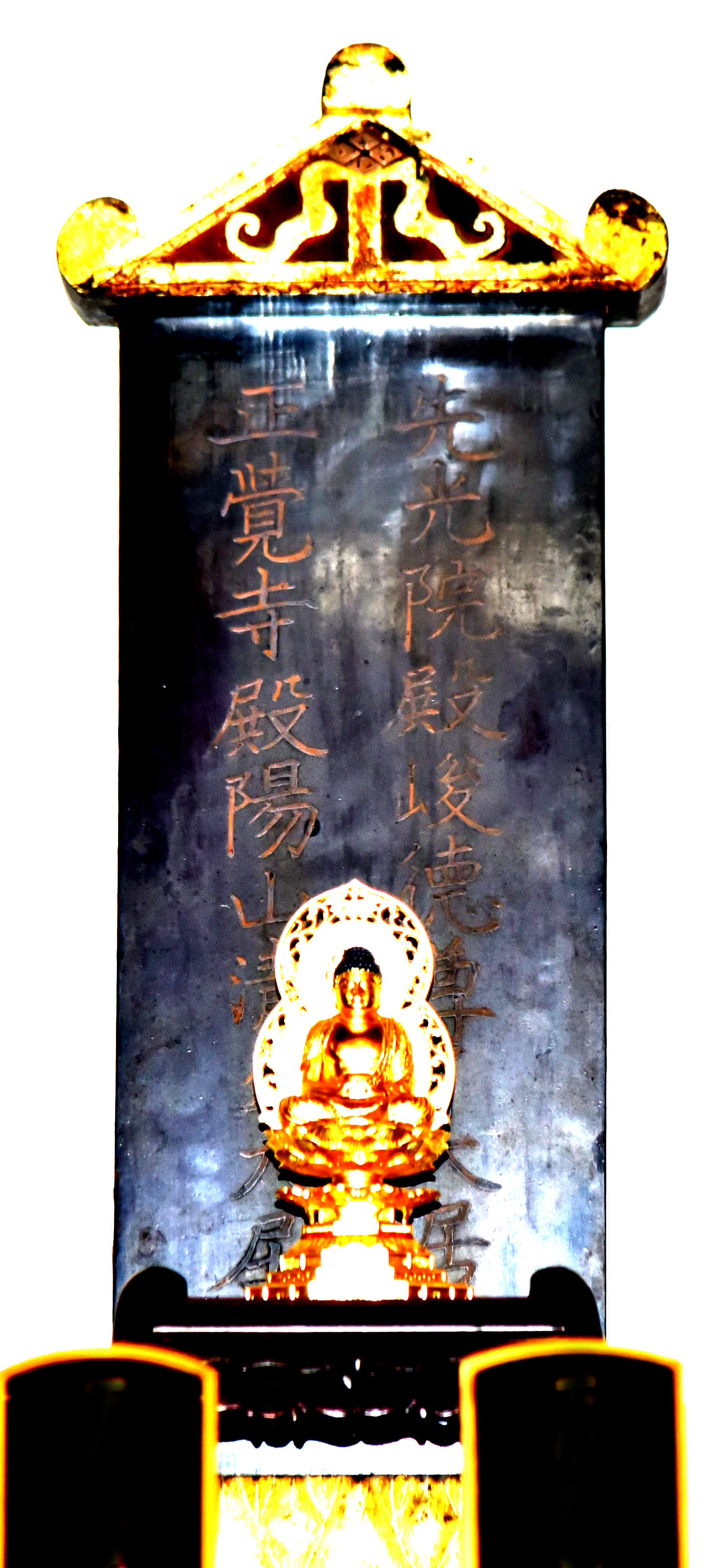
義光・義清父子の位牌 戒名は右が義光・左が義清のもの
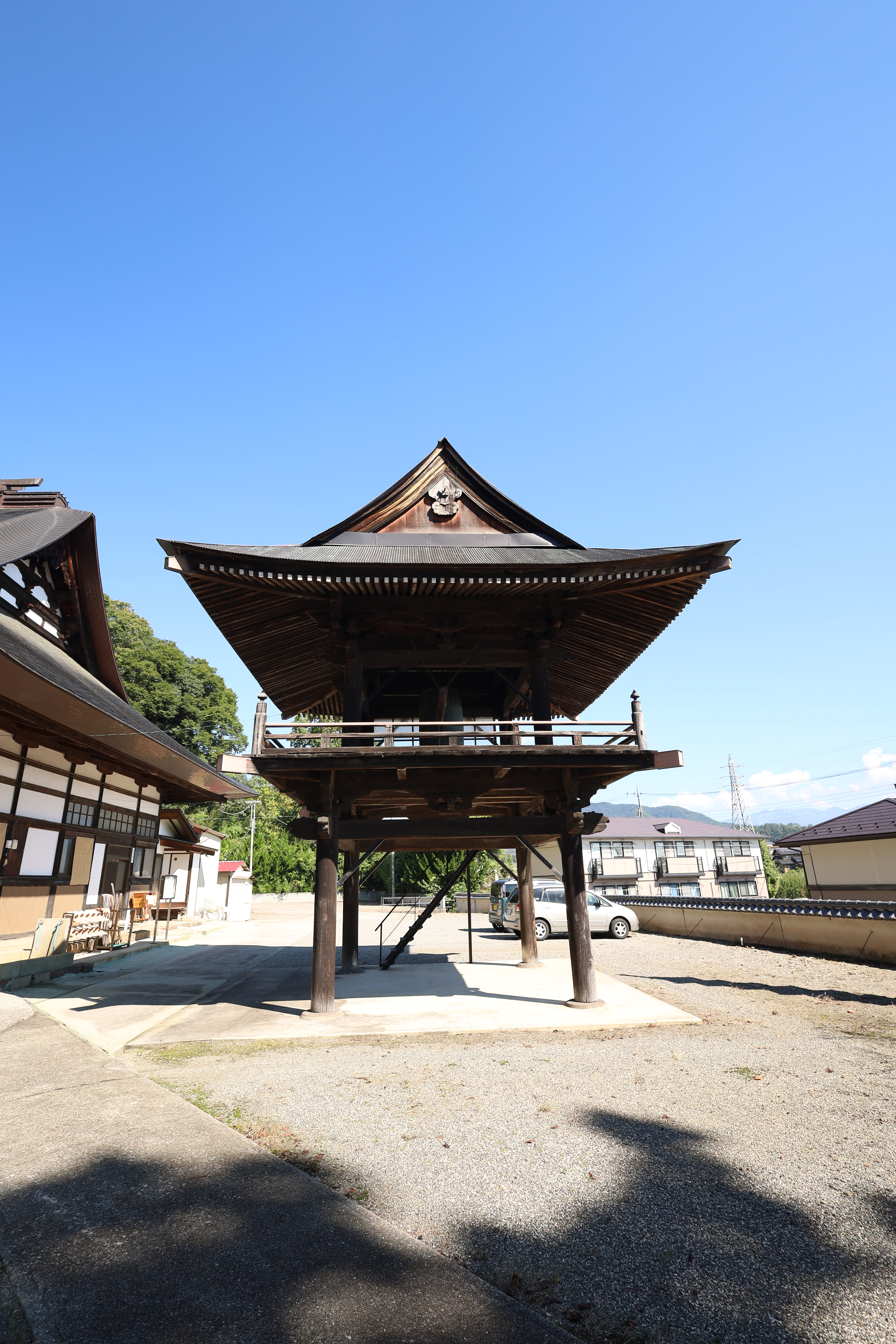
鐘楼
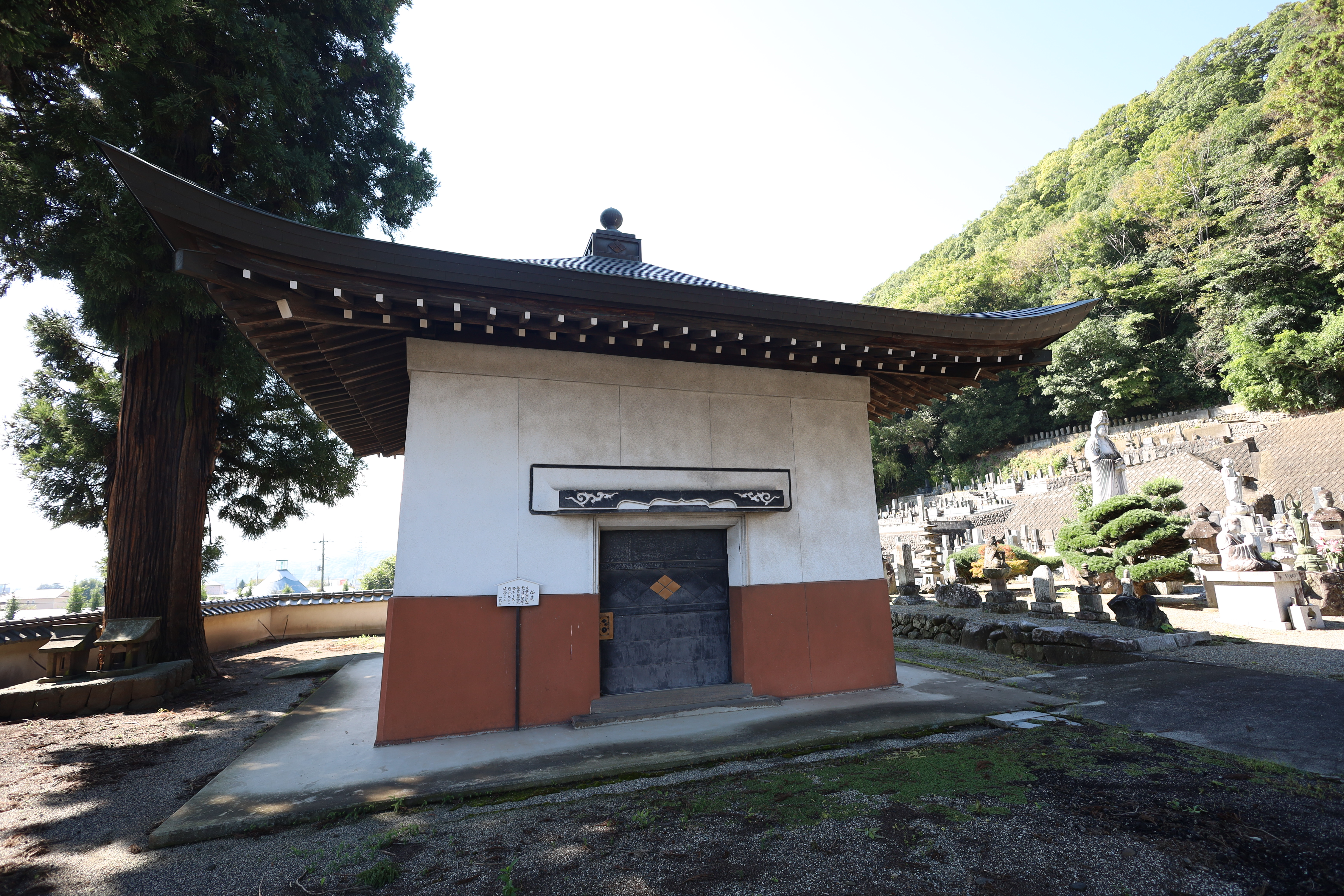
経蔵

## 味噌なめ地蔵
当寺には「味噌なめ地蔵」と呼ばれる地蔵菩薩像がある。「患部と同じ所に味噌を塗れば治る」というご利益があるとされており、この地蔵は味噌塗れになっている。
座高約5尺6寸（1.6 - 1.7メートル）「放光地蔵」ともいわれる。もとは信州川中島にあったものを、川中島合戦の時に武田信玄が甲州に遷すために、縄をまきつけ引いてきた。正覚寺門前に到ると、動かなくなったため、この地に安置することとした。背面の幾筋もの痕はこの時につけられたものといわれる。

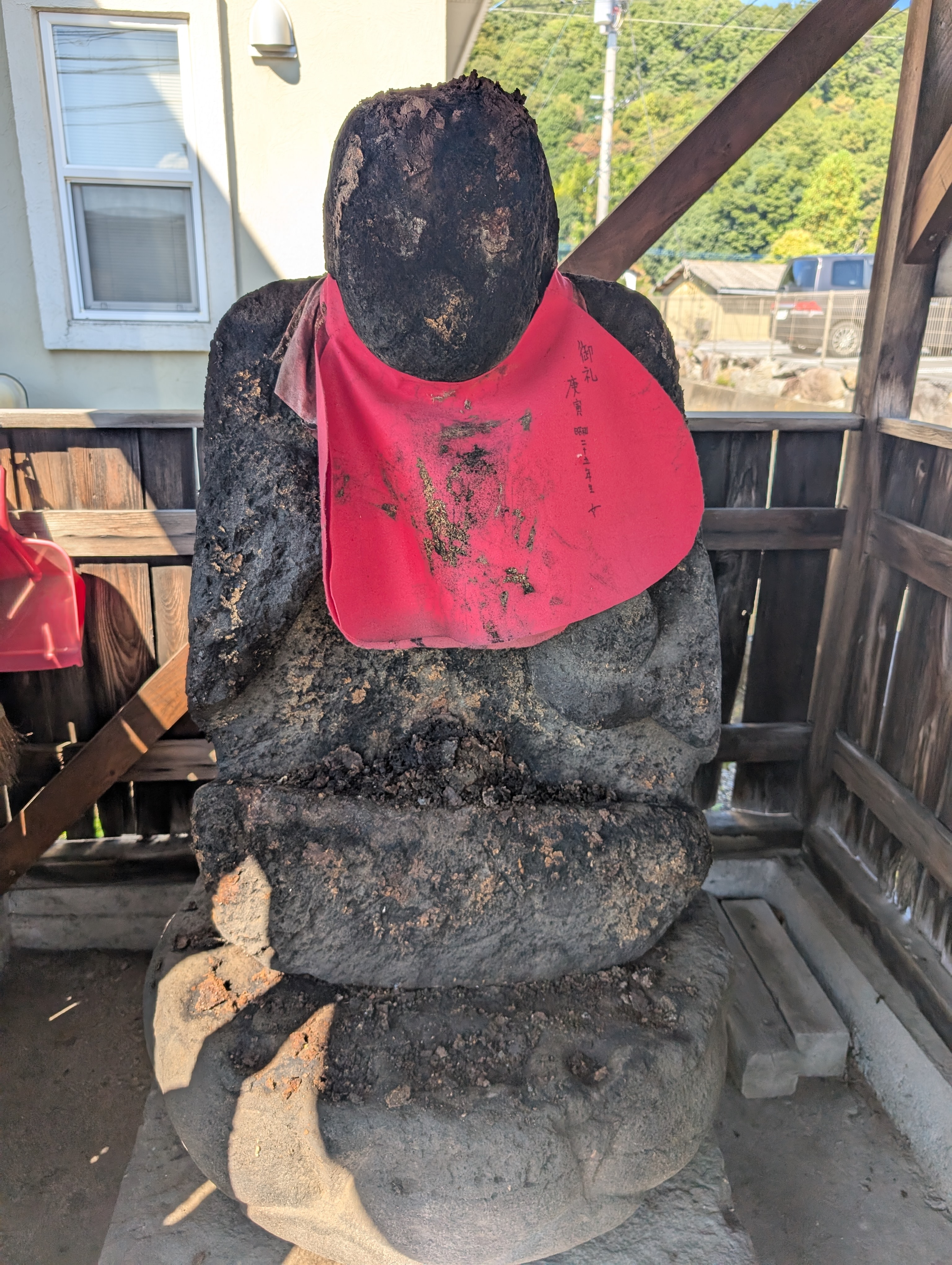
門前にある味噌なめ地蔵
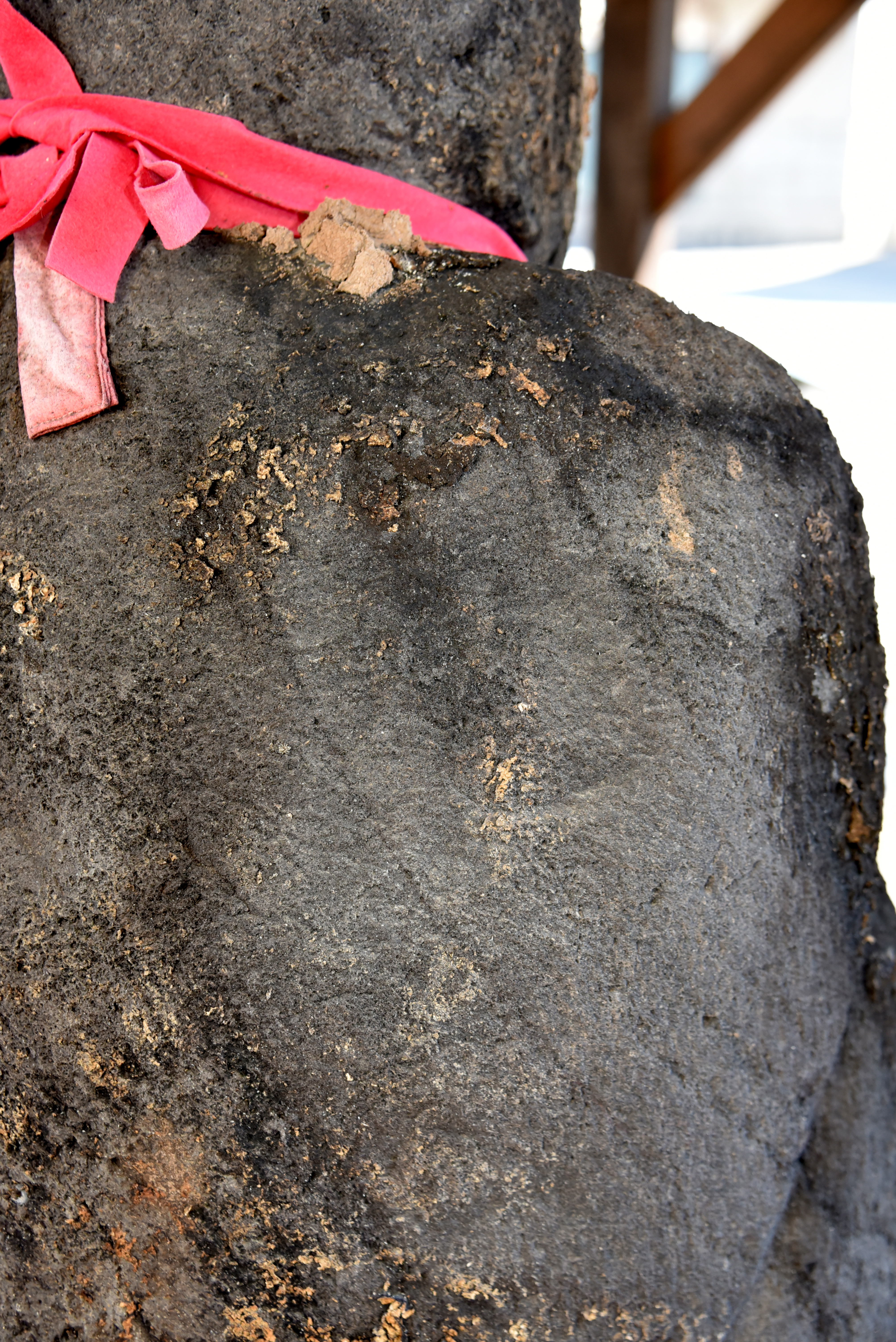
地蔵が引きずられた際についたと伝えられる筋痕

## 寺宝

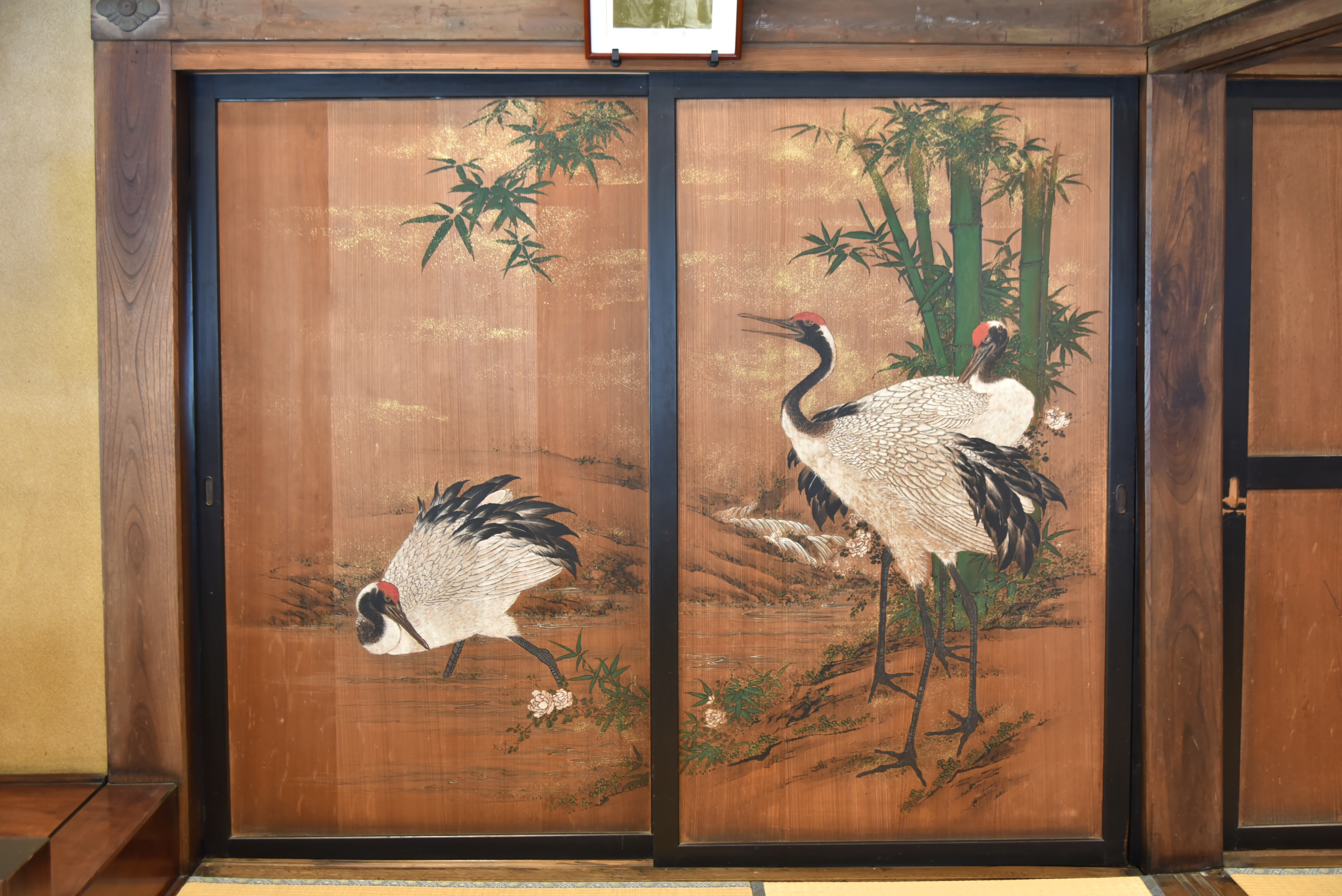
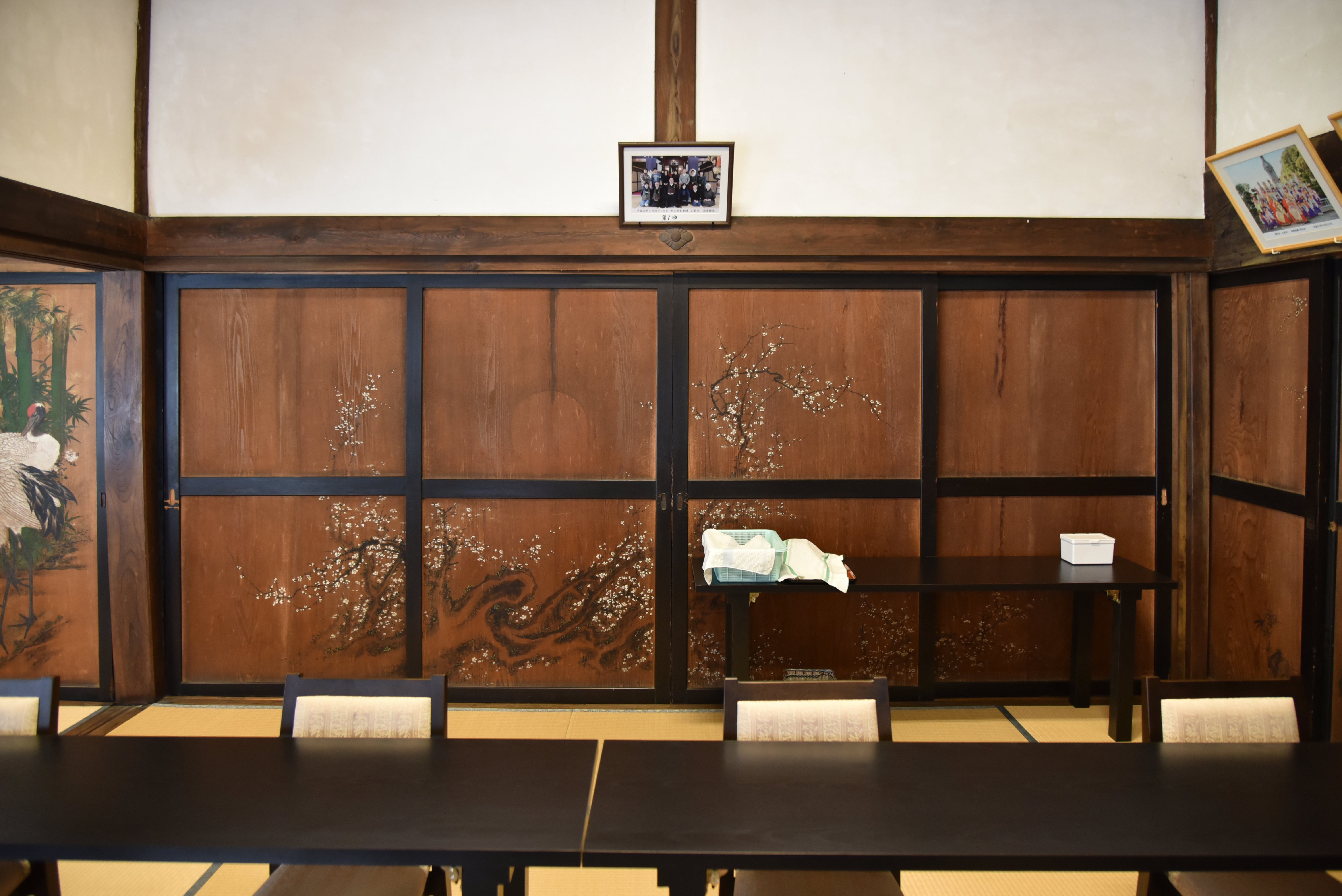
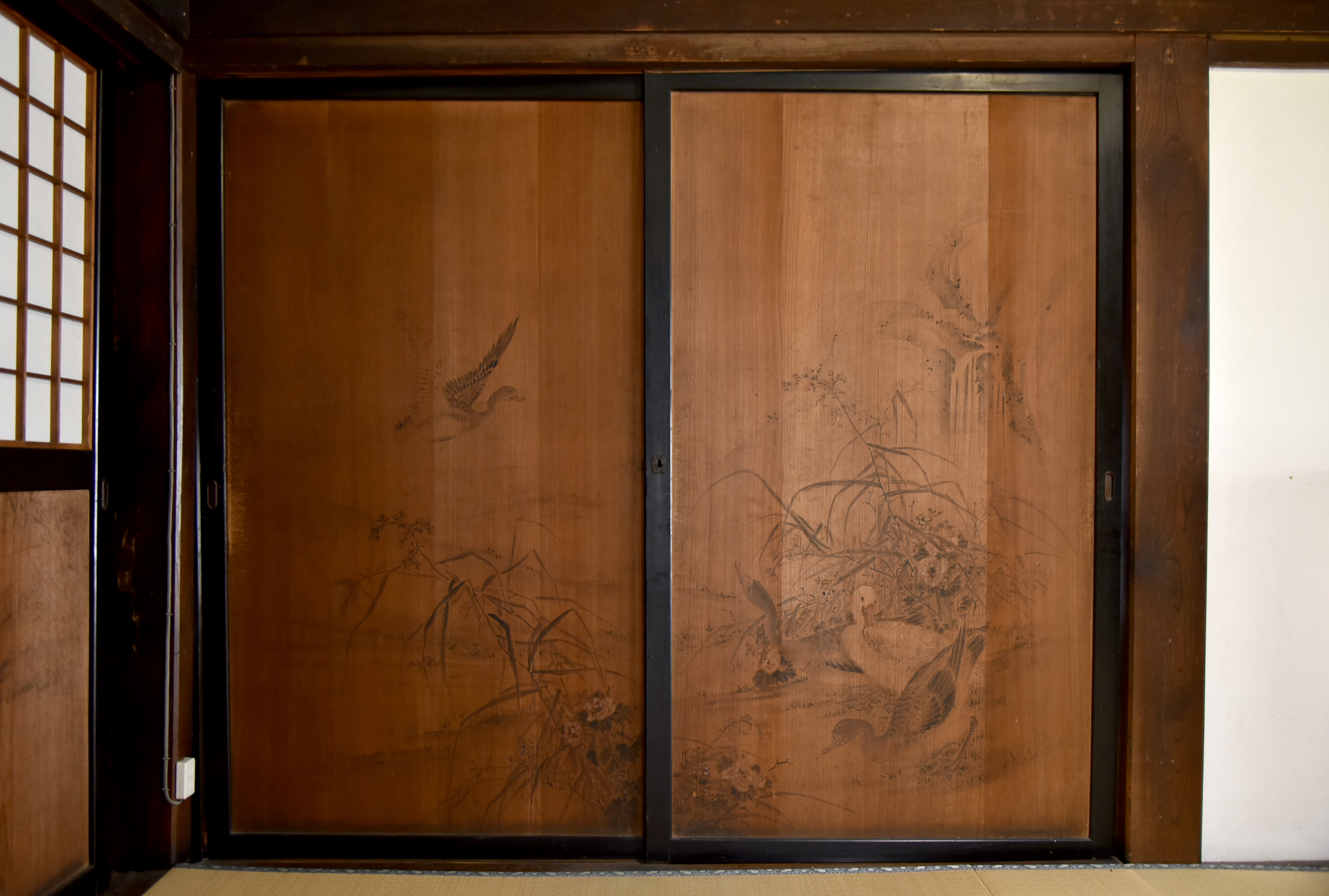
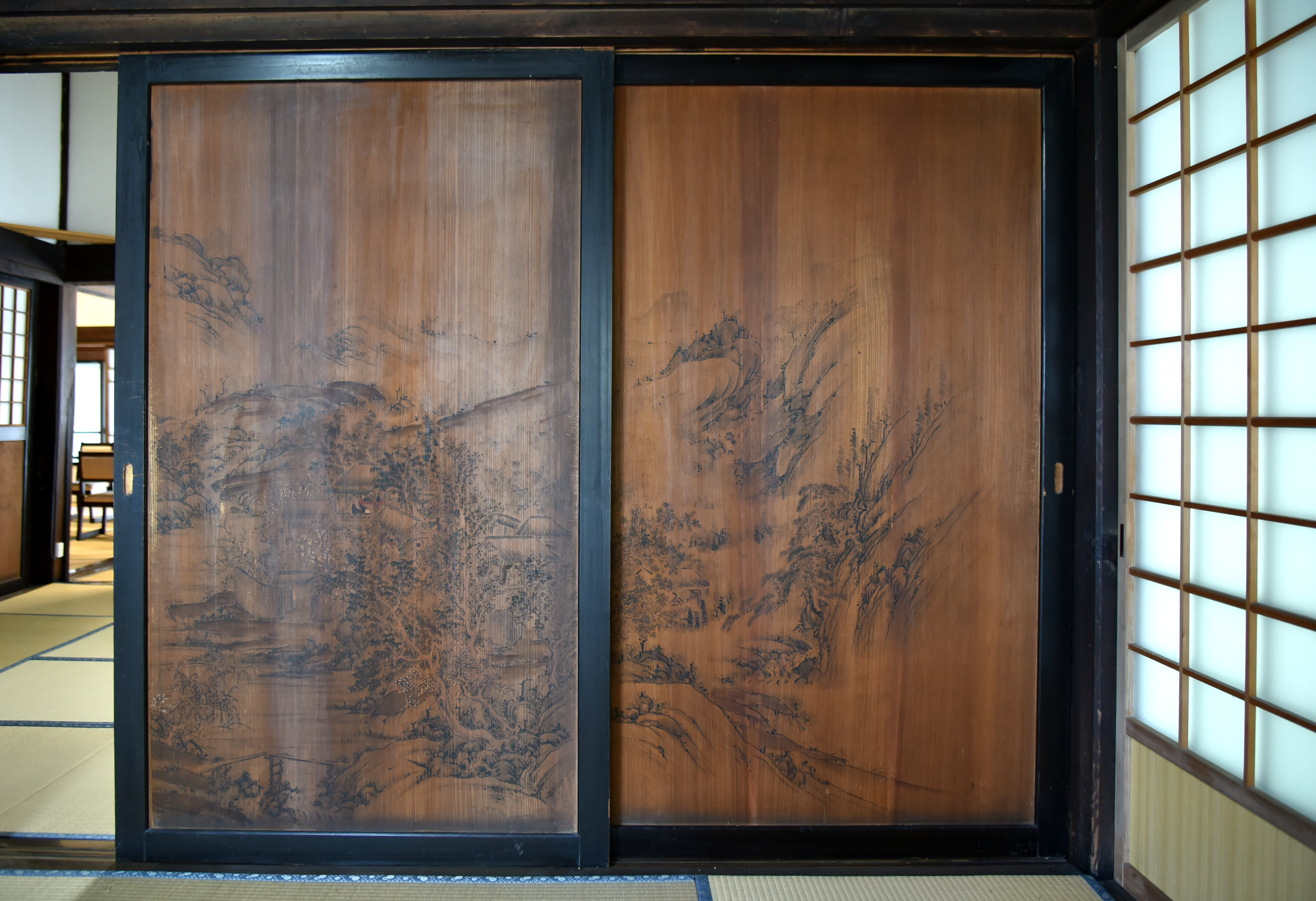
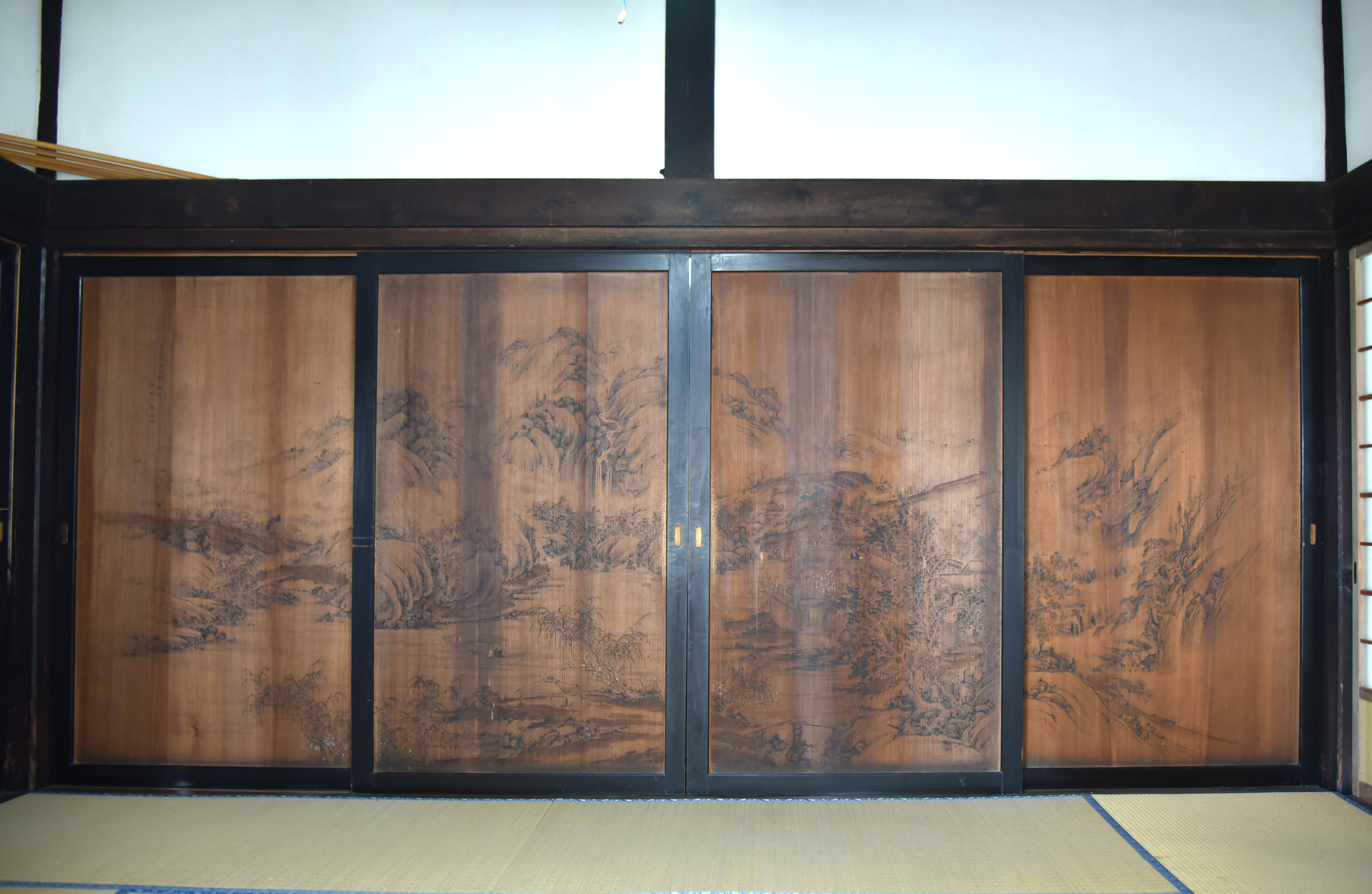
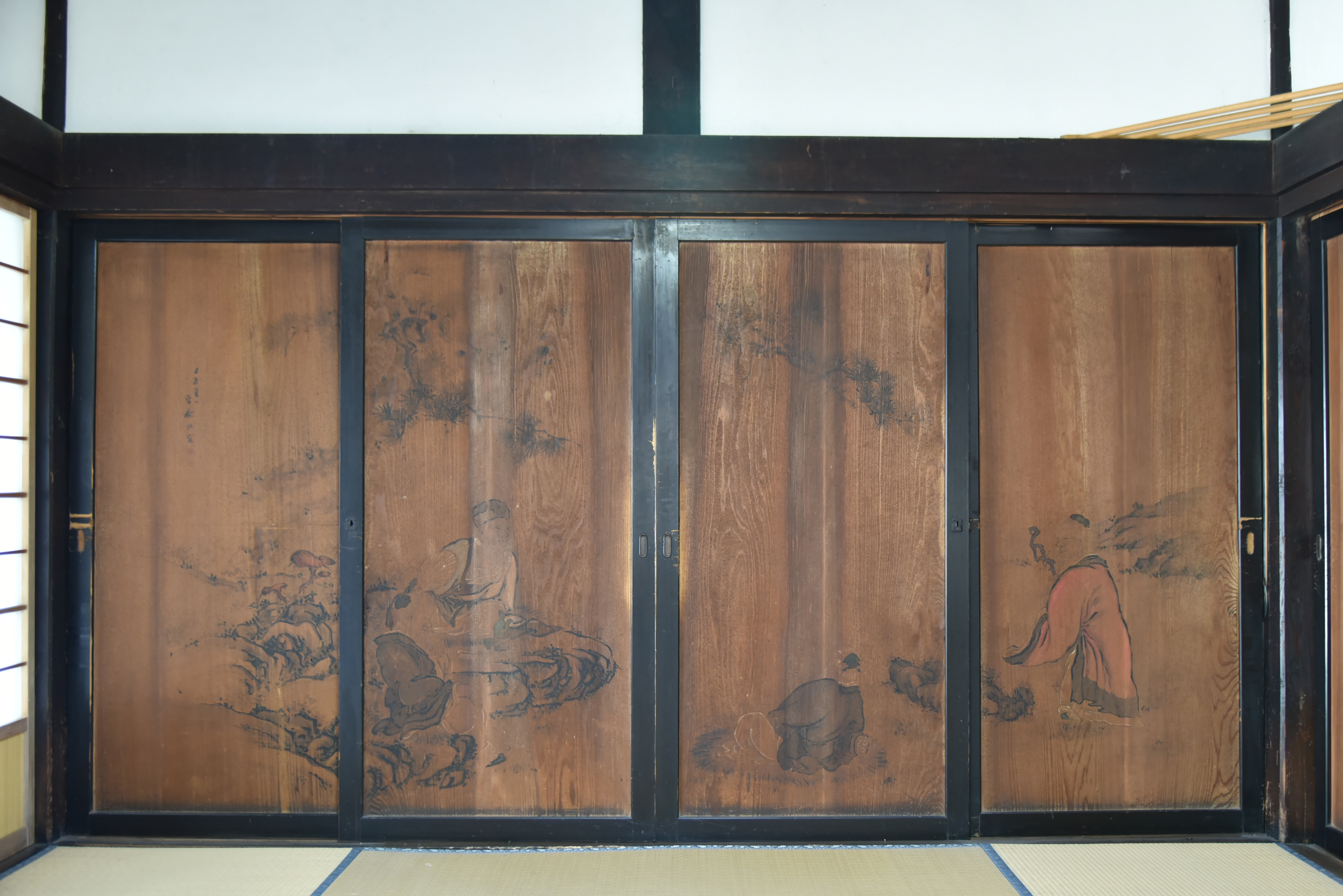
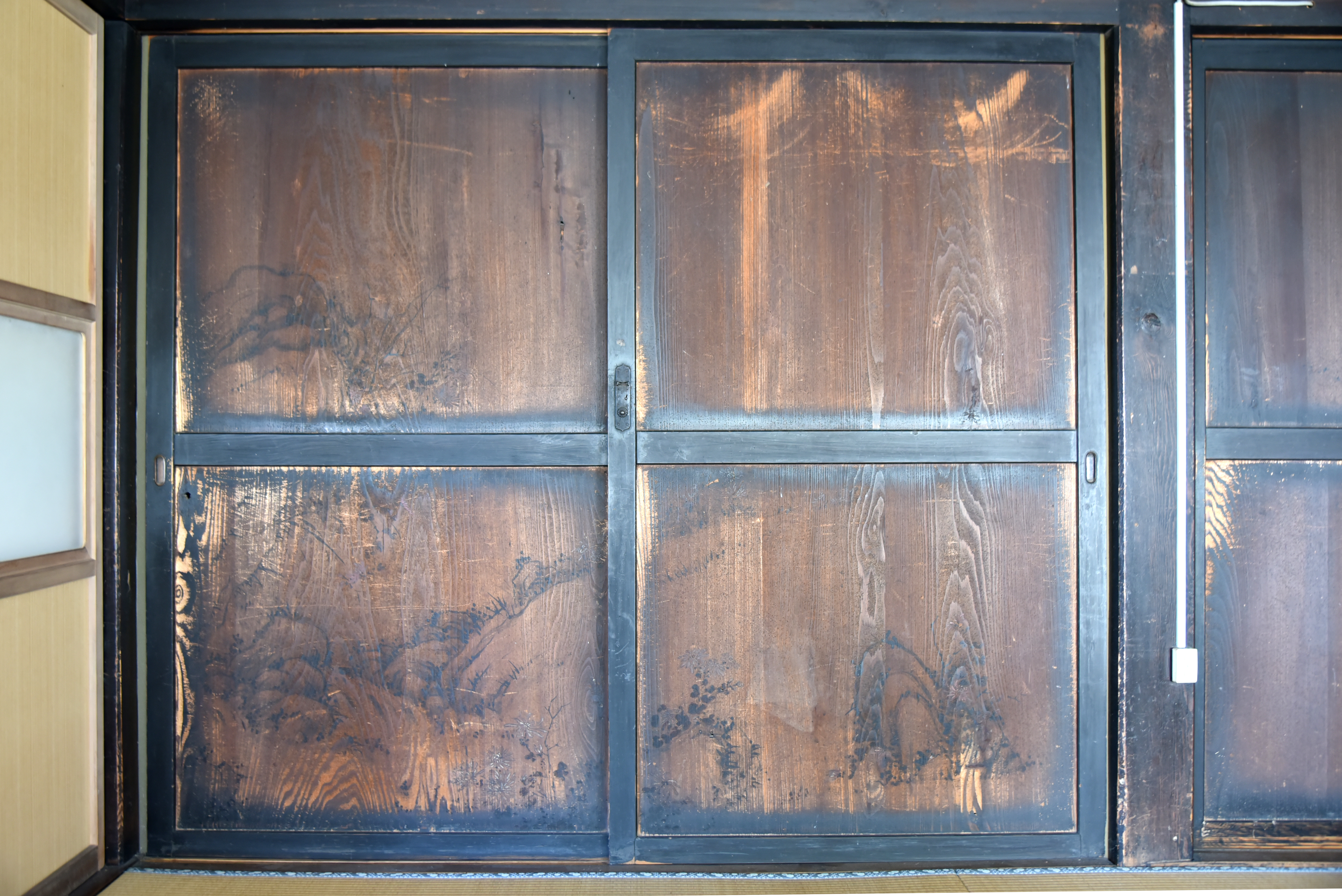

正覚寺の中には中には数々の貴重なものが残されている。
三枝雲岱の絵
山梨県北巨摩郡明野村出身の南宋画家、三枝雲岱が杉戸に描いた絵。丹頂鶴、梅林、老松がある。
御用札
街道を行くときに、この札を持って進むと大名行列が来ても通ることができた。

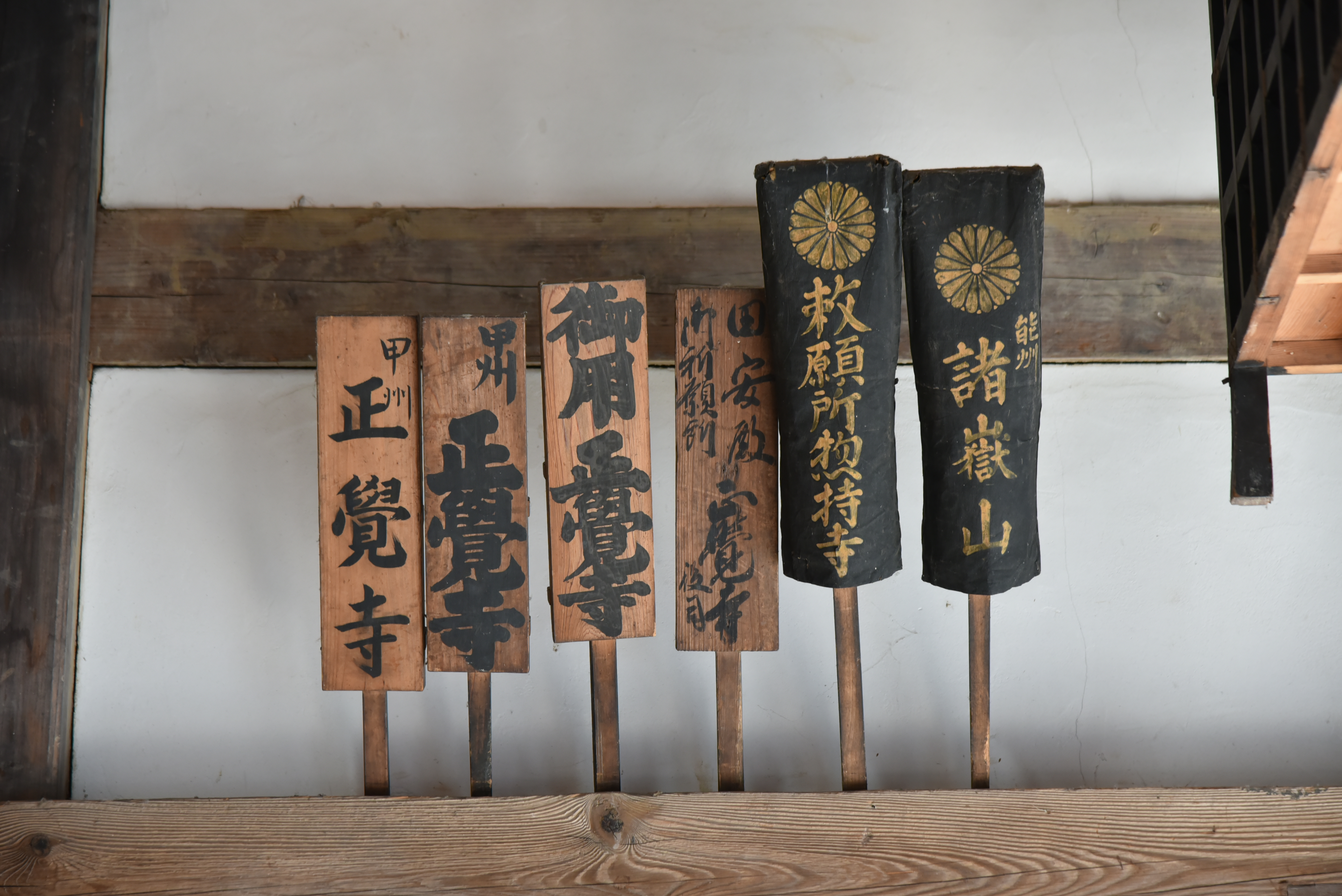
御用札

かご（人用・荷物用）
三つ葉葵の紋がついている。荷物かごは将軍家に土地の産物を捧げるときに使われた。

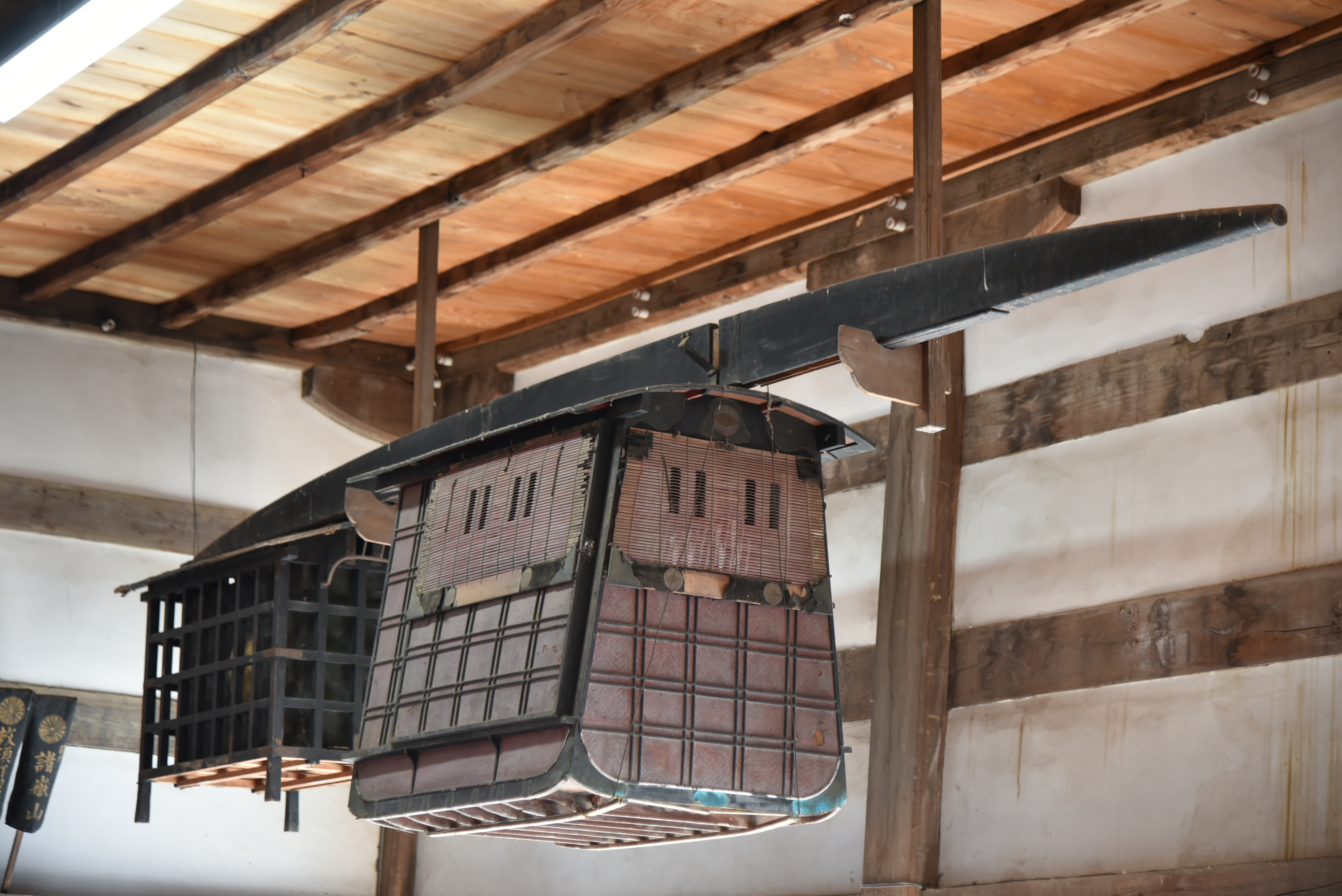
本堂にあるかご（奥が荷物かご）

## 交通アクセス
- 中央自動車道須玉ICより車4分。

## 関連文献
- 須玉町誌編纂委員会 編『須玉町誌』須玉町、1975年8月。国立国会図書館サーチ：R100000001-I19111009210178306。